# أوريامونو (كانتون)
أوريامونو (بالإسبانية: Oreamuno)‏ هو الكانتون السابع من محافظة كارتاغو في كوستاريكا. و يغطي الكانتون مساحة 202.31كم مربع،
كما يقارب عدد سكانه 41,584 نسمة.
و تدعى مدينته الرئيسية بـ سان رافاييل.
يمتد الكانتون من مدينته الرئيسة سان رافاييل شمالا إلى سلسلة الجبال المركزية Cordillera Central، و يظهر بشكل كبير في الشمال.
تم تأسيس هذا الكانتون تشريعيا في 17 آب 1914.

## المقاطعات
يتألف الكانتون من خمس مقاطعات و هي :
1. سان رافاييل
2. كوت
3. بوتريرو سيرّاذو
4. سيبريسيس
5. سانتا روسا